# Love Rain
Love Rain (Hangul: 사랑비; Romanizado: Sarangbi; Português: Chuva de Amor) é um drama sul-coreano produzido por Oh Soo-Yeon e dirigido por Yoon Seok-Ho. Foi transmitido pela rede sul-coreana KBS2, iniciando em 26 de março de 2012 e finalizando em 29 de maio de 2012, contendo 20 episódios. É estrelado por Jang Geun Suk e Lim Yoon-a, integrante do girl group sul-coreano Girls' Generation.
Foi popular no exterior e foi o drama coreano mais vendido no Japão em 2012.

## Sinopse
É amor à primeira vista quando Seo In Ha (Jang Geun Suk) e Kim Yoon Hee (Im Yoona) se conhecem na faculdade, no ano de 1970. Leva um pouco de tempo para que o casal confesse os sentimentos uns pelos outros, mas o destino dos dois se torna diferente, levando um para cada caminho. Em 2012, In Ha (Jung Ji Young) está infeliz com sua relação com Baek Hye Jung (Yoo Hye Ri), sua ex-esposa e, também, antiga amiga de Yoon Hee. Ele nunca esqueceu e desistiu do seu primeiro amor e quando ele se reencontra com Yoon Hee (Lee Mi Sook), depois de muitos anos, os dois se reconciliam e tentam reaproveitar todo o tempo perdido.
O filho de In Ha, Seo Joon (Jang Geun Suk) é um fotógrafo arrogante e mulherengo que acaba se esbarrando e conhecendo a filha de Kim Yoon Hee, Jung Ha Na (Im Yoona). Diferente de sua mãe, Ha Na é uma garota alegre, enérgica e vivaz que sempre conta histórias engraçadas. Os dois mantêm uma relação conturbada, repleta de brigas, mas não deixam de ter sentimentos um pelo outro. Pouco a pouco, com seus sentimentos se desenvolvendo, Joon e Ha Na se apaixonam.
Sem saber que seus filhos estão namorando, Seo In Ha (Jung Ji Young) e Kim Yoon Hee (Lee Mi Sook) anunciam que vão se casar, o que tornará Seo Joon e Jung Ha Na meio irmãos. Com o choque, Joon e Ha Na sacrificam o seu relacionamento para a felicidade de seus pais.

## Elenco

### 1970 (1º geração)
- Jang Geun Suk como Seo In Ha.
- Lim Yoon-a como Kim Yoon Hee.
- Kim Si Hoo como Lee Dong Wook.
- Son Eun Seo como Baek Hye Jung.
- Seo In-Guk como Kim Chang Mo.
- Hwang Bo Ra como Na In Sook.

### 2012 (2º geração)
- Jang Geun Suk como Seo Joon (filho de Seo In Ha com Baek Hye Jung).
- Lim Yoon-a como Jung Ha Na (filha de Kim Yoon Hee).
- Jung Jin-Young como Seo In Ha.
- Yoo Hye Ri como Baek Hye Jung.
- Lee Mi-Sook como Kim Yoon Hee.
- Kim Si Hoo como Lee Sun Ho (filho de Lee Dong Wook).
- Park Se Young como Lee Mi Ho (filha de Lee Dong Wook).
- Kwon In Ha como Lee Dong Wook.
- Seo In-Guk como Kim Jeon Sul (sobrinho de Kim Chang Mo).
- Park Ji II como Kim Chang Mo.
- Kim Young Kwang como Han Tae Sung.
- Oh Seung Yoon como Jo Soo.
- Lee Chan Ho como Jang Soo.
- Shin Ji Ho como In Sung.

## Produção
Love Rain reúne a roteirista Oh Soo-Yeon e o diretor Yoon Seok-Ho; eles já trabalharam juntos em Autumn in My Heart e em Winter Sonata, uma década antes. O drama também reúne Jung Ji Young e Jang Geun Suk que já trabalharam juntos nos filmes The Happy Life (2007) e The Case of Itaewon Homicide (2009) e Im Yoona e Yoo Hye Ri que já trabalharam juntas nas séries de televisão You Are My Destiny (2008) e Cinderella Man (2009).
Love Rain começou a ser filmado no dia 24 de setembro de 2011. O primeiro episódio foi filmado na Universidade Keimyung em Daegu, Coreia do Sul, se passando no ano de 1970. O drama foi destaque no MIPTV, um evento internacional para marketing e compras de entretenimento realizado em Cannes, França, em abril de 2012.

## Recepção
Love Rain recebeu uma baixa audiência no mercado interno, com uma média de 5.1% em todo o país. Porém, devido aos atores principais Jang Geun Suk e Im Yoona, de todos os dramas coreanos vendidos no exterior em 2012, Love Rain foi para o preço mais alto para o Japão antes mesmo de sua primeira transmissão na Coreia do Sul. O custo foi de ₩450 milhões por episódio, somando alguns ₩900 milhões no total. Desde que foi exportado para 12 países na Ásia e na Europa, incluindo China, Hong Kong, Taiwan, Tailândia, Malásia, Vietnã, Filipinas, Camboja e Singapura, registrou em torno de ₩115 bilhões em vendas no exterior.

## Plágio
Egg Film, a produtora por trás do filme The Classic (2003), entrou com uma liminar no Tribunal Distrital de Seul contra a Yoon's Color, por violação de direitos autorais em 6 de junho de 2012. A produtora buscou proibir a futura difusão de Love Rain e qualquer produção e vendas do drama. Egg Film alegou que o enredo do drama e os personagens são parecidos com o do filme, especificamente a parte em que o casal se separa e anos mais tardes seus filhos se apaixonam um com o outro.
Yoon's Color respondeu as alegações, afirmando que os temas eram comuns ao gênero melodrama, uma vez que várias cenas de The Classic também foram semelhantes aos anteriores dramas de Yoon Seok-Ho. Eles acusaram a Egg Film de tentar "boicotar" o sucesso exterior de Love Rain.

## Níveis de audiência
| Episódio | Data da exibição    | Pontuações da TNmS       | Pontuações da TNmS           | Pontuações da AGB        | Pontuações da AGB            |
| Episódio | Data da exibição    | Quota de audiência média | Quota de audiência média     | Quota de audiência média | Quota de audiência média     |
| Episódio | Data da exibição    | Todo o país              | Região Metropolitana de Seul | Todo o país              | Região Metropolitana de Seul |
| -------- | ------------------- | ------------------------ | ---------------------------- | ------------------------ | ---------------------------- |
| 1        | 26 de março de 2012 | 12.2%                    | 15.8%                        | 11.6%                    | 12,6%                        |
| 2        | 27 de março de 2012 | 12.0%                    | 17.2%                        | 10.4                     | 11.2%                        |
| 3        | 2 de abril de 2012  | 9.6%                     | 18.0%                        | 8.9%                     | 9.8%                         |
| 4        | 3 de abril de 2012  | 10.6%                    | 16.6%                        | 10,6%                    | 12,6%                        |
| 5        | 9 de abril de 2012  | 10.4%                    | 17.6%                        | 10.8%                    | 11.6%                        |
| 6        | 10 de abril de 2012 | 13.0%                    | 16.2%                        | 11.8%                    | 14.2%                        |
| 7        | 16 de abril de 2012 | 11.0%                    | 17.8%                        | 10.0%                    | 11.0%                        |
| 8        | 17 de abril de 2012 | 12.0%                    | 16.4%                        | 12.8%                    | 14.6%                        |
| 9        | 23 de abril de 2012 | 9.4%                     | 17.8%                        | 10.4%                    | 11.8%                        |
| 10       | 24 de abril de 2012 | 10.0%                    | 14.8%                        | 11.5%                    | 12.8%                        |
| 11       | 30 de abril de 2012 | 9.4%                     | 15.4%                        | 11.2%                    | 12.4%                        |
| 12       | 1 de maio de 2012   | 8.6%                     | 14.6%                        | 10.4%                    | 11.6%                        |
| 13       | 7 de maio de 2012   | 8,0%                     | 16.4%                        | 10.2%                    | 11%                          |
| 14       | 8 de maio de 2012   | 9,6%                     | 14.0%                        | 11.8%                    | 12.0%                        |
| 15       | 14 de maio de 2012  | 9.6%                     | 18.0%                        | 12.0%                    | 14.4%                        |
| 16       | 15 de maio de 2012  | 8.,4%                    | 15.0%                        | 10.4%                    | 12.0%                        |
| 17       | 21 de maio de 2012  | 9.7%                     | 16.2%                        | 11.6%                    | 12.0%                        |
| 18       | 22 de maio de 2012  | 9.4%                     | 14.4%                        | 10.0%                    | 10.0%                        |
| 19       | 28 de maio de 2012  | 11.5%                    | 17.6%                        | 10.3%                    | 12.4%                        |
| 20       | 29 de maio de 2012  | 11.2%                    | 15%                          | 11.8%                    | 13.6%                        |

## Trilha Sonora
| Love Rain OST[33] | Love Rain OST[33]                               | Love Rain OST[33] | Love Rain OST[33] |
| No.               | Title                                           | Artist            | Length            |
| ----------------- | ----------------------------------------------- | ----------------- | ----------------- |
| 1.                | "Shiny Love"                                    |                   |                   |
| 2.                | "Love Rain (사랑비)"                            | Jang Keun-suk     | 3:35              |
| 3.                | "Because It's You (그대니까요)"                 | Tiffany[34]       | 3:23              |
| 4.                | "Love Is Like Rain (사랑은 비처럼)"             | Na Yoon-kwon      | 3:52              |
| 5.                | "Again and Again (자꾸 자꾸)"                   | Yozoh             | 3:58              |
| 6.                | "The Girl and I (그 애와 나랑은)"               | S.Jin             | 4:02              |
| 7.                | "First Love (첫사랑)"                           | Kilgu             | 3:55              |
| 8.                | "Fate (Like a Fool) (운명 (바보처럼))"          | Seo In-guk        | 3:57              |
| 9.                | "Love Rain (사랑비) - Piano Ver."               |                   |                   |
| 10.               | "Again and Again (자꾸 자꾸) - Guitar Ver."     |                   |                   |
| 11.               | "Song of Rain"                                  |                   |                   |
| 12.               | "The Girl and I (그 애와 나랑은) - String Ver." |                   |                   |
| 13.               | "Shy Confession Song (수줍은 고백송)"           | Milktea           | 2:50              |
| 14.               | "You That Resemble Rain (비를 닮은 그대)"       |                   |                   |

## Exibição internacional
| País           | Canal                |
| -------------- | -------------------- |
| Taiwan         | GTV                  |
| Hong Kong      | TVB Drama            |
| Singapura      |                      |
| Indonésia      | Indosiar             |
| Camboja        |                      |
| Tailândia      | Channel 7            |
| Japão          | KBS World            |
| Europa         | KBS World            |
| Ásia           | KBS World            |
| Estados Unidos | KBS World            |
| Canadá         | KBS World            |
| Roménia        | Euforia Lifestyle TV |
| Estados Unidos | KSCI LA18            |
| Filipinas      | ABS-CBN              |
| Malásia        | 8TV                  |

## Filme
Love Rain foi re-editado em um filme de duas-partes que foi exibido nos cinemas japoneses. A primeira parte, composta principalmente de cenas passadas na década de 1970, foi lançada em 20 de setembro de 2013, enquanto a segunda parte, que foca no tempo atual, foi lançada em 11 de outubro de 2013. 